# نبيل العزبي
لواء نبيل محمد أحمد العزبي مواليد 8 إبريل 1946 بمحافظة الإسكندرية بمصر.

## الدرجة العلمية
- ليسانس الحقوق جامعة عين شمس عام 1966.
- دبلوم العلوم الشرطية من أكاديمية الشرطة عام 1966.
- حاصل على كل الدورات التخصصية في أعمال البحث الجنائي.

## الوظائف السابقة
- عمل في مجال البحث الجنائي الميداني رئيسا لمباحث أقسام جنوب القاهرة ومفتشا للمباحث ووكيلا للمباحث الجنائية ومفتشا للأمن العام بمديرية أمن القاهرة.
- نائب مديرية أمن الغربية.
- وكيل مصلحة الأمن العام ونائب مدير مصلحة الأمن العام.
- مدير مصلحة الأمن العام.
- مساعد وزير الداخلية مدير أمن أسيوط (97 ـ 98).
- مساعد وزير الداخلية لمنطقة جنوب الصعيد ومشرف على مديرية أمن أسيوط.
- مساعد وزير الداخلية مدير أمن الجيزة.
- مساعد وزير الداخلية لمنطقة شرق الدلتا.
- مساعد وزير الداخلية لقطاع مصلحة السجون.
- مساعد أول وزير الداخلية ومدير أمن القاهرة في 2/5/2002.
- محافظا لأسيوط في 1/1/2006.
- عمل في مجال البحث الجنائي لمدة امتدت ثلاثين عاما.
- أسهم في العديد من المؤتمرات والجهود الدولية للأعمال البحثية وأعمال الشرطة الدولية.
- أشرف على العديد من البحوث في المجالات الشرطية والبحثية للدارسين بأكاديمية الشرطة ومعاهد التدريب ومعهد القادة لضباط الشرطة.
- أحد الأساتذة لدى أكاديمية الشرطة المصرية لتدريس علوم البحث الجنائي.

## الحالة الاجتماعية
- متزوج وله ولد وبنتان

تم التوثيق والإيضاح المفصل للمعلومات من قبل مركز أولاد مصر